# Adâncata, Suceava
Adâncata este satul de reședință al comunei cu același nume din județul Suceava, Moldova, România.

## Istoric
O primă așezare pe amplasamentul actualului sat Adâncata datează din secolul al XV-lea. După Răscoala lui Gheorghe Doja (1514), s-a stabilit aici un grup restrâns de bejenari ardeleni, care și-au făcut case „mai adânc”, în pădure. Moșia de aici a aparținut boierilor Movilă, ea fiind donată Mănăstirii Teodoreni din Burdujeni în anul 1596 de către postelnicul Teodor (Toader) Movilă, fratele vitreg al domnitorului Ieremia Movilă. Satul a devenit astfel sat mănăstiresc, cu bir si obligații către mănăstire.
Actualul sat Adâncata este atestat prima dată la sfârșitul secolului al XVIII-lea; în catagrafia din 1772 se afirmă că așezarea avea un număr de 35 case. Se presupune că satul ar fi fost întemeiat în jurul anilor 1700. Prin legea secularizării averilor mănăstirești din decembrie 1863, satul Adâncata a intrat în proprietarea statului, devenind parte componentă a comunei Hănțești din județul Dorohoi. La sfârșitul secolului al XIX-lea, comuna Hănțești cuprindea satele Hănțești (centru de comună), Adâncata și Mitoc. Adâncata era cunoscută sub denumirea de Poiana Pustie.
În anul 1890 se înființează comuna Adâncata, aceasta fiind formată din satele Adâncata și Mitocași , care se desprind din comuna Hănțești. Aflată mai aproape de orașul Suceava decât de orașul Dorohoi (reședința de județ), comuna Adâncata a fost trecută în anul 1928 la județul Suceava. Între anii 1968-2004, satele din comuna Hănțești au fost incluse în comuna Adâncata. În anul 2004, s-a reînființat comuna Hănțești, care s-a desprins din comuna Adâncata.

## Obiective turistice
- Biserica de lemn "Sf. Dumitru" - construită în secolul al XVIII-lea. Are un plan dreptunghiular cu absida altarului poligonală și decroșată (elemente tipice la bisericile de lemn). În secolele XVIII-XIX a suferit modificări succesive, prin adăugarea a două pridvoare.